# Sari Fisk
Sari Fisk, född den 17 december 1971 i Björneborg i Finland, är en finländsk ishockeyspelare.
Hon tog OS-brons i damernas ishockeyturnering i samband med de olympiska ishockeytävlingarna 1998 i Nagano.